# جون ويلسون (لاعب كرة قدم أسترالية)
جون ويلسون (بالإنجليزية: John Wilson)‏ هو لاعب كرة قدم أسترالية أسترالي، ولد في 18 مايو 1940، وتوفي في 15 يونيو 2019.

## وصلات خارجية
- جون ويلسون على موقع AustralianFootball.com (الإنجليزية)
- جون ويلسون على موقع AFLtables.com (الإنجليزية)